# Čelice
Čelice es un pueblo ubicado en la municipalidad de Nova Varoš, en el distrito de Zlatibor, Serbia.

## Superficie
Posee una superficie de 9,295 kilómetros cuadrados.

## Demografía
Hasta 2011 la población era de 47 habitantes, con una densidad de población de 5,056 habitantes por kilómetro cuadrado.